# Hollesley
Hollesley är en by och en civil parish i distriktet East Suffolk, Suffolk, England. Orten har 1 356 invånare (2001).